# Chalkè

La Chalkè (au centre-droit) et le Grand Palais de Constantinople.

La Chalkè (en grec byzantin Χαλκῆ Πύλη/ chalkē, « Porte de Bronze ») désigne l’entrée de cérémonie (vestibule) du Grand Palais de Constantinople. Elle doit son nom aux vantaux de bronze du portail ou, s'il faut en croire Cedrenos, aux tuiles de bronze doré du toit. Son intérieur était revêtu de marbre et de somptueuses mosaïques, alors que l’extérieur se parait de nombreuses statues. On y trouvait en particulier une icône du Christ qui deviendra l’un des principaux symboles iconodoules durant la période de l’iconoclasme. Ce vestibule, qui semble avoir été démoli au XIIIe siècle, s'ouvrait à l'extrémité de la Regia, prolongeant la Mésè après le Milion jusqu'au palais impérial et au Sénat.

## Emplacement
Des fouilles effectuées en 2003 ont permis de dégager une porte monumentale au sud-est de Sainte-Sophie, dans l’axe du Milion. Elle s’ouvrait sur l’Augusteon (la place principale où se déroulaient les cérémonies officielles) par un podium de marbre à trois degrés orné de pilastres à niches et de colonnes. Il y a tout lieu de croire qu’il s’agissait de la Chalkē. Cette position correspond à des dessins et plans du XVIIIe siècle la situant à 100 m au sud du coin sud-ouest de Sainte-Sophie. Les bains de Zeuxippe étaient situés au sud et l’hippodrome de Constantinople à l’ouest.

## Historique
La première structure connue sur cet emplacement fut érigée par l’architecte Aetherius pendant le règne de l’empereur Anastase (r. 491 – 518) pour célébrer sa victoire après la guerre isaurienne (492 – 497). Cette structure brûla, de même qu’une bonne partie du centre-ville, lors des révoltes de Nika en 532, pour être rebâtie subséquemment par l’empereur Justinien Ier (r. 527 – 565). C’est cet édifice qu’a décrit en détail l’écrivain Procope de Césarée dans son « De Aedificiis ». Il s’agissait d’une vaste salle voutée dont les portes de bronze ne s’ouvraient plus au Xe siècle que pour laisser passage à l’empereur lorsqu’il sortait en procession vers l’Augustéion.
La Chalkē elle-même ou ses dépendances servit de prison au cours des VIIe siècle et VIIIe siècle jusqu’à ce que l’empereur Basile Ier la fasse restaurer pour la transformer en cours de justice,.
L’empereur Romain Lécapène (r. 920 – 944) y annexa une petite chapelle dédiée au Christ Chalkites (Χριστός Χαλκίτης), laquelle fut rebâtie sur une plus grande échelle par l’empereur Jean Ier Tzimiskès (r. 969 – 976), lequel y fit disposer des reliques avant d’y être inhumé ,,. Cette reconstruction fut facilitée par le fait que son prédécesseur, l’empereur Nicéphore II Phokas (r. 963 – 976), avait fait réduire le périmètre du mur entourant le palais avec comme conséquence que la Chalkē ne lui était plus attachée. L’entrée principale du palais, dont les portes de bronze avaient été enlevées par l’empereur Isaac II Ange au cours de son premier règne (1185-1195), n’est plus mentionnée par les chroniqueurs byzantins après 1200,. Toutefois, la chapelle survécut au cours des siècles suivants et est mentionnée par des pèlerins russes au cours du XIVe siècle. Au cours de la période ottomane, les ruines de la chapelle étaient connues sous le nom de Arslanhane et servaient de ménagerie. On retrouve des dessins de la chapelle au XVIIIe siècle jusqu’à sa disparition en 1804.

## Architecture

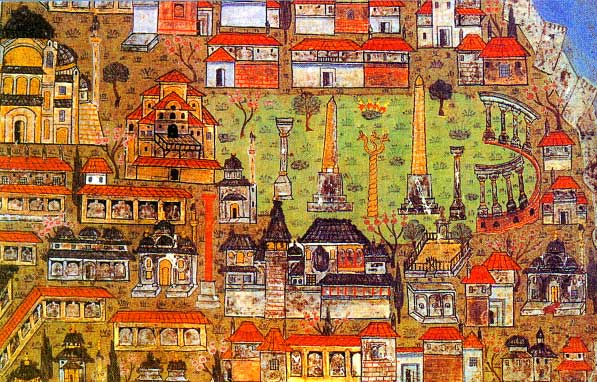
Enluminure de l’Hippodrome de Constantinople par le miniaturiste ottoman Matrakçi Nesuh en 1536. L’église du Christ Calcites, connue alors comme Arslan Hane, est l’édifice imposant de couleur rouge-orange avec terrasse, à gauche du pré fleuri (site de l’ancien hippodrome) et à droite de Sainte Sophie.

Plusieurs  descriptions de cette porte monumentale sont parvenues jusqu’à nous, dont la plus ancienne est celle de Procope de Césarée. Nous possédons également des informations sur les statues qui en décoraient la façade dans le Parastaseis syntomoi chronikai,.
Telle qu’elle apparaissait après avoir été reconstruite sous Justinien, la Chalkē était un bâtiment rectangulaire reposant sur quatre piliers et supportant un dôme central sur pendentifs, à la façon byzantine. Les piliers nord et sud semblent avoir été un peu moins hauts que ceux à l’est et à l’ouest. La structure centrale était flanquée de petites salles sur les côtés sud et nord, celles-ci couvertes d’un toit en voute. Il est difficile d’établir précisément la relation entre la porte et le Christ Chalkites. Selon Cyril Mango, cette chapelle aurait été située sur la gauche de la porte, mais il a été également proposé qu’elle ait été bâtie sur le dessus de la porte elle-même. On sait seulement qu’elle était placée sur une plateforme surélevée et située, selon des descriptions du XVIIIe siècle à quelque 100 m au sud-est de Sainte Sophie.
Procope nous a également laissé une description de la décoration intérieure de la Chalkē : les murs étaient recouverts de marbre de différentes couleurs, alors que les plafonds étaient ornés de mosaïques représentant Justinien et son épouse Théodora accompagnés du Sénat, ainsi que par des représentations des victoires de Bélisaire au cours des guerres contre les Vandales et les Goths, de même que de son retour triomphal présentant trophées de guerre et chefs vaincus à l’empereur.
En revanche, on sait relativement peu de choses sur la décoration extérieure, sinon que, d’après le Parastaseis syntomoi, on y trouvait diverses statues, probablement situées dans des niches au-dessus de la porte centrale. Celles-ci comprenaient des statues de l’empereur Maurice (r. 582-602) ainsi que de son épouse et de ses enfants, deux statues de philosophes rapportées d’Athènes, lesquels étendaient les bras l’un vers l’autre, des statues de l’empereur Zénon (r. 474-491) et de l’impératrice Ariadne, de même que quatre têtes de gorgones rapportées du temple d’Artémis à Éphèse « qui entourent la Chalkē avec au-dessus d’elles le signe de la croix ». Selon le même texte, se trouvaient « à proximité » des statues de l’empereur Maximien Hercule (r. 285-305) ainsi que la Maison de Théodose. L’emplacement de la statue de l’impératrice Pulchérie par rapport à l’édifice demeure incertaine.

## L’icône du Christ Chalkitès

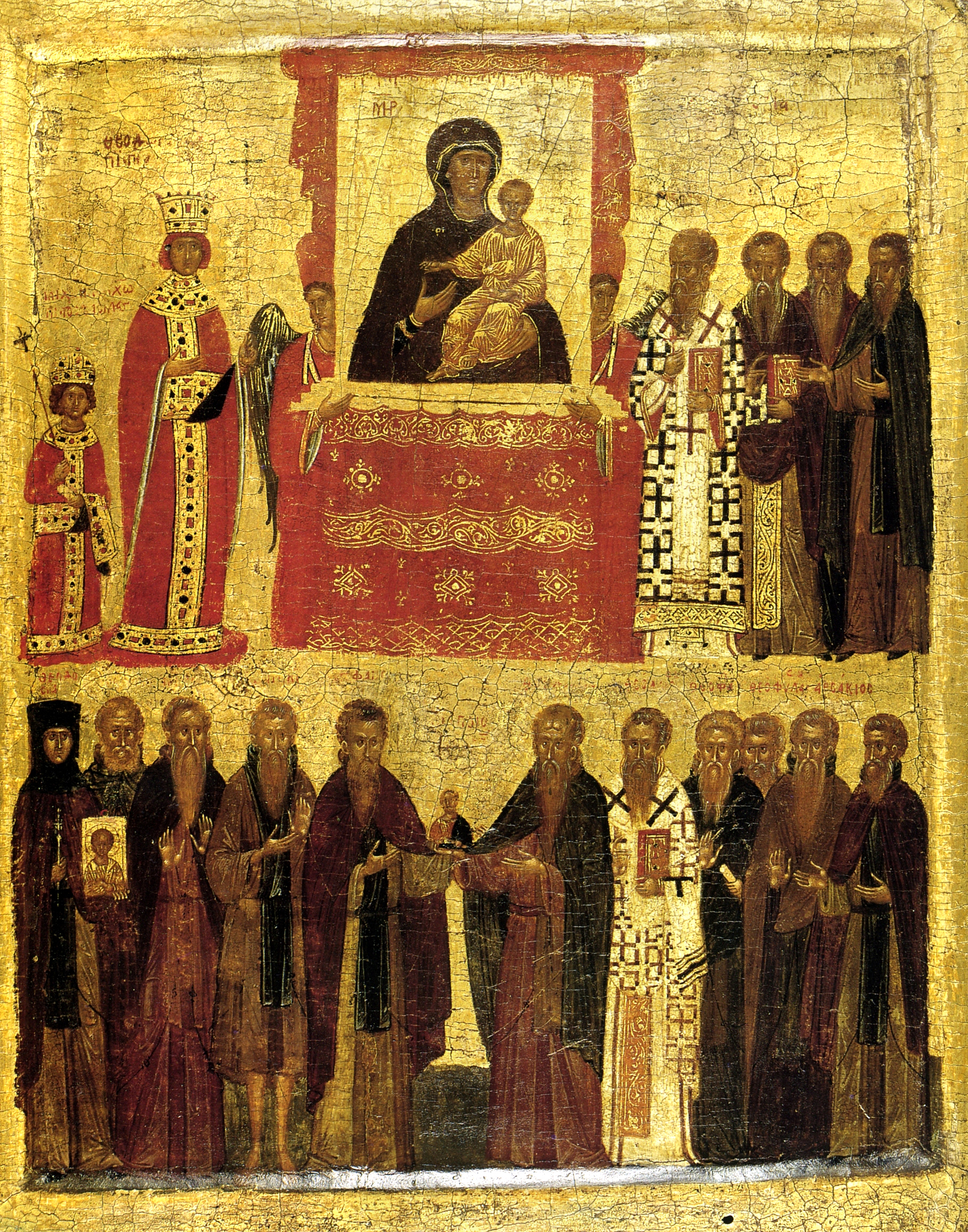
Icône commémorative du « Triomphe de l’Orthodoxie » et de la restauration du culte des icônes en 843. Sainte-Théodosie, martyre iconodule, y est dépeinte (deuxième personnage à partir de la gauche) tenant une icône du Christ Chalkitès.

Il a longtemps été admis qu’au-dessus de l’entrée de la Chalkē se trouvait une icône du Christ, appelée Christ Chalkitēs (Christ de la Chalkē), représenté debout sur un piédestal. L’origine de cette icône est inconnue. Si l’on en croit la Parastaseis, elle aurait déjà existé vers 600, mais on ne peut en être certain. Son emplacement bien visible au-dessus de la principale entrée du palais impérial en faisait l’un des symboles les plus importants de la ville. Dès lors, l’ordre donné par l’empereur Léon III l'Isaurien (r. 717-741) de l’enlever constituait une déclaration politique. Le geste suffit à provoquer une révolte dans la ville en même temps qu’elle marquait le début de la période iconoclaste dans l’empire. 
Toutefois, certains historiens contemporains mettent en doute cet épisode. Selon Kaplan, la Chalkè était à l'époque décorée d'une abondante statuaire et d'une croix, mais sans icône du Christ. L'épisode aurait été inventé ou déformé par les auteurs du début du IXe siècle. 
À la suite du premier rétablissement du culte des icônes, vers 787, l'impératrice Irène fit placer (ou restaurer selon les théories) une icône sur la Chalkè. Elle sera toutefois enlevée (à nouveau ?) sous l’empereur Léon V l’Arménien (r. 813-820) et remplacée par une simple croix. Après la restauration définitive des icônes en 843, elle fut remplacée par une icône en mosaïque produite par le moine et artiste Lazaros,.
On ignore quelle était l’apparence exacte de cette icône. Bien que l’image originelle ait été décrite comme un buste du Christ, de type Pantocrator, des références byzantines plus tardives, comme les pièces de monnaie de Jean III Vatatzès (r. 1221-1254) et des mosaïques de la Deesis dans l’église de la Chora, utilisent ce terme pour désigner un Christ debout sur un piédestal,.

### Source primaire
- Procope de Césarée (trad. Denis Roques), Constructions de Justinien Ier, Alexandrie, Edizioni dell'Orso, 2011,  (ISBN 978-8-8627-4296-2).

### Sources secondaires
- (en) Arnold Hugh Martin Jones & alii. Prosopography of the Later Roman Empire. University of Cambridge Press, vol 2., 1980.  (ISBN 978-1-107-11930-7).

- (en) Cameron, Averil & Herrin, Judith. Constantinople in the early eighth century: the Parastaseis syntomoi chronikai (introduction, translation, and commentary). Brill Archive, 1984.  (ISBN 978-90-04-07010-3).

- (en) Cormack, Robin . Byzantine art. Oxford, Oxford University Press, 2000.  (ISBN 978-0-19-284211-4).

- (en) Featerstone, Michael. “Space and Ceremony in the Great Palace of Constantinople under the Macedonian Emperors” (in) Le corti nell’alto medioevo, Spoleto 24-29 aprile 2014. Fondazione Centro italiano di studi sull’alo mediovevo, Spoleto, 2015.

- (fr) Girkin, Çigdem. « La Porte Monumentale trouvée dans les fouilles près de l’ancienne prison de Sultanat Ahmet » (dans) Anatolia Antiqua, 16 (2008) pp. 259-290.

- (fr) Janin, Raymond. "Constantinople Byzantine. Développement urbain et répertoire topographique". Paris, Institut français d’études byzantines, 1950. ISSN 0402-8775.

- (en) Kazhdan, Alexander (dir.), Oxford Dictionary of Byzantium, New York et Oxford, Oxford University Press, 1991, 1re éd., 3 tom.  (ISBN 978-0-19-504652-6).

- (fr) Kaplan, Michel. La chrétienté byzantine du début du VIIe siècle au milieu du XIe siècle, SEDES, 1997. (ISBN 978-2-7181-9184-3).

- (en) Majeska, George P. Russian Travelers to Constantinople in the Fourteenth and Fifteenth Centuries. Dumbarton Oaks, 1984.  (ISBN 978-0-88402-101-8).

- (en)  Mango, Cyril. The Brazen House : A Study of the Vestibule of the Imperial Palace of Constantinople, Copenhague, 1959.

- (de) Müller-Wiener, Wolfgang. Bildlexikon zur Topographie Istanbuls : Byzantion, Konstantinupolis, Istanbul bis zum Beginn des 17. Jh., Tübingen, Wasmuth, 1977.  (ISBN 978-3-8030-1022-3).